# Kopaline

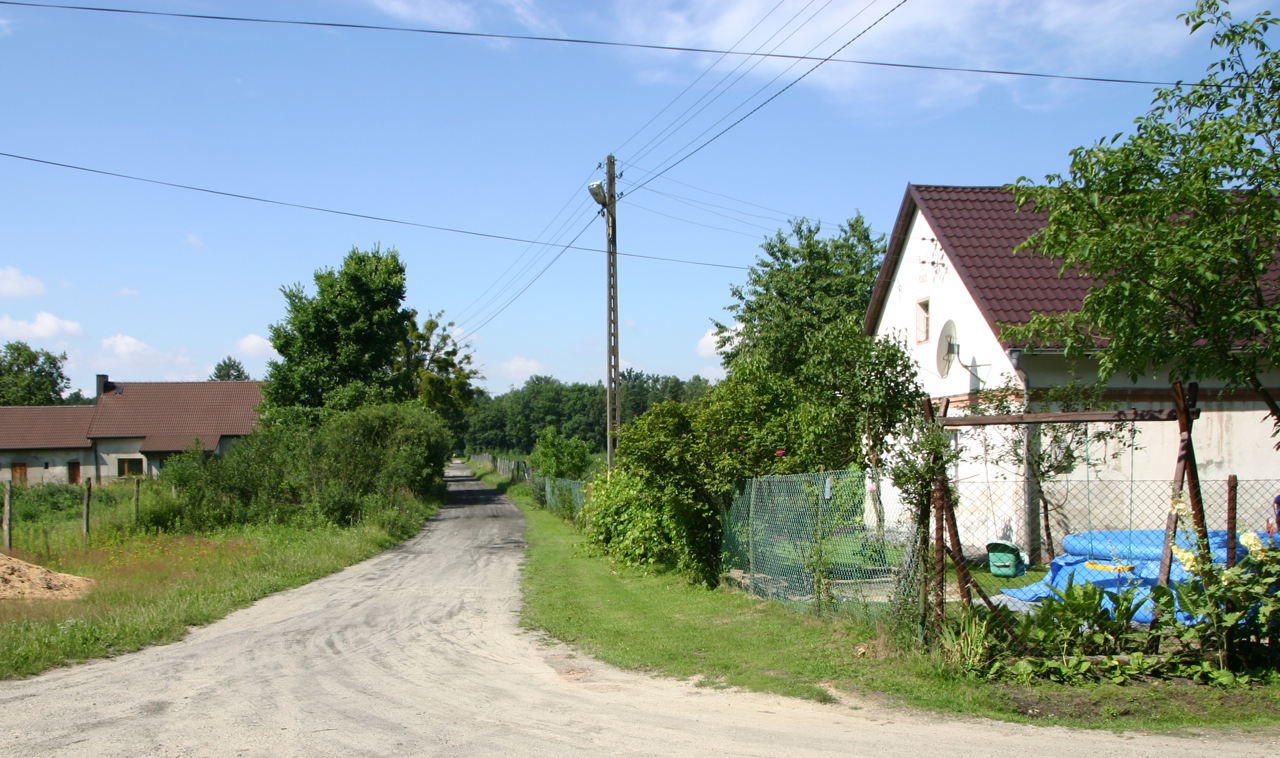
Ortsansicht (2011)

Kopaline, polnisch Kopalina, ist ein Weiler von Schiegau in der Stadt- und Landgemeinde Klein Strehlitz (Strzeleczki) im Powiat Krapkowicki der Woiwodschaft Opole (Oppeln) in Polen. 